# Zellwegerscher Doppelpalast
Lo Zellwegerscher Doppelpalast ("Doppio palazzo degli Zellweger") è un edificio storico a Trogen. È il più grande palazzo di Trogen ed è classificato dal governo svizzero come bene culturale di importanza nazionale.

## Storia

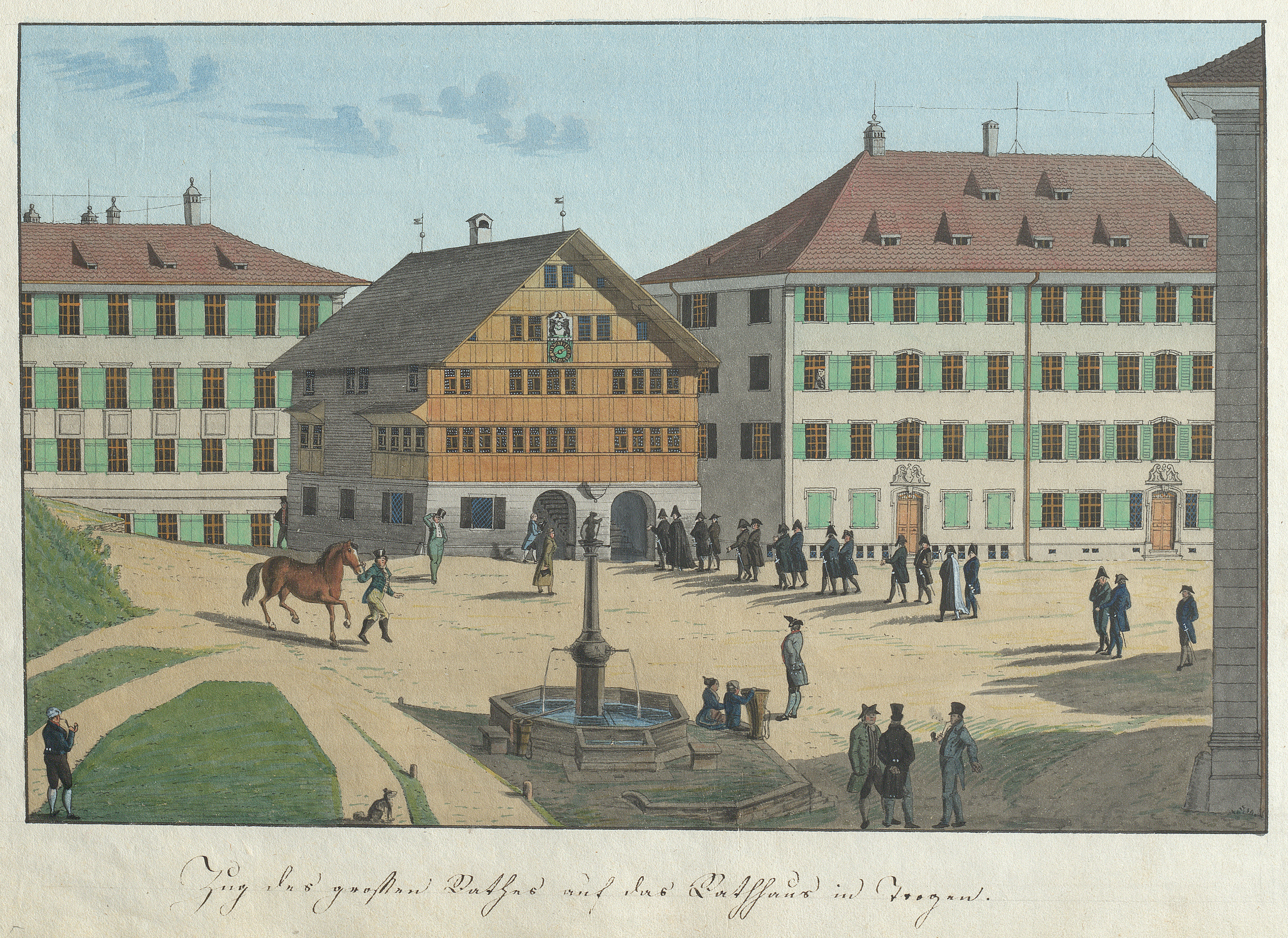
Illustrazione della piazza principale di Trogen, 1829-1830. Lo Zellwegerscher Doppelpalast è visibile sulla destra.

La parte nord-orientale dell'edificio al numero 5, costruita nel 1747, fu commissionata dal Landamano di Appenzello Esterno e commerciante Johannes Zellweger, mentre il costruttore fu con tutta probabilità il capomastro Johannes Grubenmann, che in quel periodo risiedeva a Trogen e che aveva dei legami con la famiglia Zellweger. In precedenza nel sito si trovava un edificio in legno dove il tesoriere cantonale Johannes Zellweger-Scheuss gestiva la Wirtschaft zum Hecht ("Osteria al luccio"). Fino al 1787-1788 l'edificio possedeva, al di sopra dei primi tre piani, un tetto mansardato a gronda, e anche sette assi di finestra come ancora oggi.
Dal 1787 al 1789 al numero 6, sul sito di una precedente casa di legno, l'edificio venne ampliato a sud-ovest per conto di Johannes Zellweger, figlio del committente della parte esistente Johannes Zellweger. Questa parte dell'edificio doveva servire al figlio maggiore, il vessillifero o alfiere Johannes Zellweger, e fu costruito dal capomastro Hans Jörg Alter. Tre componenti della famiglia Moosbrugger, tra cui il capo Josef Anton Moosbrugger, vennero impegnati come stuccatori, mentre le stufe vennero allestite dai fratelli Meyer, stufai di Steckborn. Con l'ampliamento dell'edificio, il piano mansardato originale venne sopraelevato e rimodulato in piano intero, e le due parti dell'edificio vennero unite da un tetto comune.
I discendenti della famiglia Zellweger furono in possesso della parte del palazzo al numero 5 fino al 1917, e della parte al numero 6 fino al 1933. Nel 1963 il cantone, con l'aiuto di una donazione per il giubileo da parte della banca cantonale, acquistò la parte al numero 5, che al 2022 era sede dell'Ufficio della circolazione stradale e dell'Ufficio della cultura del cantone, e nell'attico lo Schützenmuseum ("Museo del tiro a segno") La parte al numero 6 è proprietà di privati e al 2022 era utilizzata come abitazione e uffici.

## Caratteristiche
Il palazzo presenta degli elementi in stile barocco. Gli stucchi dei primi due piani della parte al numero 5 sono in stile Regencé, mentre al terzo piano si trovano degli stucchi risalenti al 1747 in uno stile di transizione dal Regencé al rococò.